# Gebze
Gebze, l'antique Libyssa, est une ville du Nord-Ouest de la Turquie, sur la rive nord de la mer de Marmara.

## Monuments
- Mémorial d'Hannibal